# Tanfil'eva
Tanfil'eva  (in russo: Танфильева; in giapponese: 水晶島 Sujsë-dzima) è un'isola del gruppo delle isole Chabomai nella parte meridionale delle isole Curili che amministrativamente appartengono al Južno-Kuril'skij rajon dell'oblast' di Sachalin, in Russia, ma sono, insieme a Iturup, Kunašir e Šikotan, rivendicate dal Giappone. L'isola ha preso il suo nome dal geografo e botanico russo G. I. Tanfil'ev (Танфильев, Гавриил Иванович).

## Geografia
L'isola ha una superficie di 15 km², è pianeggiante, con un'altezza massima di 15 m; è verde e paludosa.  Fa parte del territorio della Riserva naturale delle Curili (Курильский государственный природный заповедник).
Tanfil'eva si trova 11,5 km a sud-ovest dell'isola di Zelënyj; 6 km ad est, si trova l'isola Jurij e 6 km a sud-est Anučina, entrambe separate dallo stretto di Tanfil'ev. A sud-sud-ovest, nello stretto Sovetskij si trova la Banka Opasnaja con gli isolotti Signal'nyj, Rifovyj e Storoževoj.